# Курфюрстендамм (фильм)
«Курфюрстендамм» (нем. Kurfürstendamm; также известен под названием «Курфюрстендамм (Адский ужастик в 6 актах)», Kurfürstendamm (Ein Höllenspuk in 6 Akten)) — немой немецкий художественный фильм 1920 года режиссёра Рихарда Освальда. Главные роли исполнили Конрад Фейдт, Аста Нильсен и Эрна Морена.
По состоянию на 2023 год фильм считается утерянным.

## Сюжет
Дьявол, уставший от однообразия жизни в аду, решает посетить самую модную улицу Берлина — Курфюрстендамм. Он замечает, что непрерывно растущее число заблудших душ поступает именно из этого района. Получив от своей бабушки станок для печати денег, он отправляется в мир людей и внезапно оказывается у Мемориальной церкви кайзера Вильгельма. Напечатав несколько купюр, длиннохвостый демон направляется в портновскую мастерскую, где под предлогом украденной одежды на маскараде одевается так, чтобы слиться с людьми. Преобразившись в джентльмена, Дьявол прогуливается по улице, снимает комнату в пансионе и пускается в приключения, какие только могут быть на Курфюрстендамм. Он заводит знакомства с самыми разными людьми, в том числе с дерзкой девушкой Лисси и поваром Мари. Также он основывает кинокомпанию, но эта затея приводит к плачевным результатам. Постепенно он всё больше погружается в моральное разложение этого места: влюбляется, над ним смеются, его обманывают и даже грабят. В конце Дьявол осознаёт, что даже ему не сравниться с Курфюрстендамм и с радостью возвращается домой к бабушке в ад, где вновь начинает чувствовать себя собой.

## В ролях
| Актёр           | Роль                                              |
| --------------- | ------------------------------------------------- |
| Конрад Фейдт    | Дьявол                                            |
| Аста Нильсен    | девушка Лисси / повар Мари / кинозвезда / мулатка |
| Эрна Морена     | жена Алади                                        |
| Генри Цзе       | доктор Ли                                         |
| Роза Валетти    | миссис Лессер                                     |
| Пауль Морган    | Фриц, сын миссис Лессер                           |
| Рудольф Форстер | Эрнст Дуффер                                      |
| Теодор Лоос     | Рауль Хазельцвинг                                 |

## Производство
Режиссёром, продюсером и сценаристом фильма выступил Рихард Освальд. Фильм состоял из шести актов. Главную роль исполнил Конрад Фейдт, который приобрёл известность своими демоническими ролями в таких картинах, как «Зловещее истории», «Ночные фигуры» и «Кабинет доктора Калигари». Фейдт сыграл аналогичную роль в киноальманахе Фридриха Вильгельма Мурнау «Сатана», вышедший в прокат в тот же год, что и «Курфюрстендамм». В своих рецензиях критики, сравнивая оба фильма, отмечали, что изображение Люцифера в «Курфюрстендамм» вышло значительно более лёгким, нежели мрачный образ в «Сатане». В фильме также снялась известная датская актриса Аста Нильсен, которая сыграла четырёх персонажей, каждый из которых по сюжету причиняет вред главному герою.

## Релиз
Мировая премьера фильма состоялась 30 июля 1920 года в кинотеатре Richard-Oswald-Lichtspiele в Берлине. Премьерный показ фильма сопровождался фортепианным аккомпанементом в исполнении австрийского композитора Ханса Мая.
Фильм считается утерянным. В настоящее время существует 9-метровый уцелевший фрагмент, который хранится в архиве фонда Deutsche Kinemathek.

## Критика
Рецензент из Der Kinematograph похвалил игру актёрского состава и операторскую работу. Критик отметил, что режиссёр рискнул снять фильм в необычном для себя жанре, указав на то, что картина «обладает некоторыми атрибутами гротескного фильма, на который в последнее время наблюдается огромный спрос». Мартин Проскауэр из Film-Kurier также положительно отозвался о качестве постановки, отметив, что сцены «иногда напоминают Брейгеля, иногда — атмосферу в духе Э. Т. А. Гофмана». В конце он резюмировал: «Основная сюжетная линия прерывается забавными, гротескными и яркими шутками и сценками. Освальд создал смешную (но никак не глупую) пародию на жизнь, соединив сагу о дьяволе с гораздо более дьявольской реальностью». Анонимный критик из газеты Der Film напротив расценил сюжет как «слабый и непоследовательный», указывав на недостаток сцен, содержащих сатиру, комедию и гротеск, а некоторые моменты в фильме «создавали впечатление, что всё это должно восприниматься более серьёзно, что следует искать более глубокий смысл». Тем не менее критик положительно оценил выступление Фейдта, отметив, что он «блистает как исполнитель гротеска».